# Eurocom
Ne doit pas être confondu avec Eurocom Holdings.
Eurocom était une société britannique de développement de jeux vidéo fondée en 1988 et disparue en 2012.

## Histoire
Eurocom fut fondé en octobre 1988 par Mat Sneap, Tim Rogers, Neil Baldwin, Ian Sneap et Hugh Binns. Le premier jeu publié fut Magician sur Nintendo Entertainment System en 1990. Durant leur 24 années d'activité dans l’industrie du jeu vidéo, Eurocom a développé sur toutes les principales consoles de salon et consoles portables, avec plus de 70 jeux à son actif. À son pic, Eurocom a compté jusqu'à 270 personnes dans leur studio basé à Derby, travaillant simultanément sur plusieurs projets pour les plateformes de Sony, Microsoft, Nintendo, et PC.
L'entreprise se spécialisa rapidement dans le développement de licences pour le compte d'éditeurs tiers comme EA, Activision ou THQ, mais réalisa également quelques productions originales comme 40 Winks sur N64 ou Sphinx et la Malédiction de la momie sur GameCube, PlayStation 2 et Xbox.
Peu après la sortie de 007 Legends, l'entreprise est contrainte de fermer ses portes le 7 décembre 2012.

## Jeux développés

### Années 1990
- Magician (NES)
- James Bond Junior (NES, SNES) (1991)
- Lethal Weapon (NES, Game Boy) (1992)
- Rodland (Game Boy) (1992)
- Tesserae (PC, Game Boy, Game Gear) (1993)
- Sensible Soccer (Game Gear) (1993)
- Stone Protectors (SNES) (1994)
- Dino Dini's Soccer (SNES) (1994)
- Brutal: Paws of Fury (SNES) (1994)
- Family Feud (3DO) (1994)
- Le Livre de la jungle (Game Boy, Game Gear, SNES) (1994)
- Super Dropzone (SNES) (1994)
- Earthworm Jim (Game Boy, Game Gear, Master System) (conversion) (1995)
- Super Street Fighter 2: Turbo (PC) (1995)
- Spot goes to Hollywood (Mega Drive) (1995)
- Ultimate Mortal Kombat 3 (Saturn) (1996)
- Maui Mallard in Cold Shadow (SNES) (1996)
- Cruis'n World (N64) (1997)
- Disney's Hercule (PlayStation) (1997)
- War Gods (N64, PlayStation) (1997)
- Duke Nukem 64 (N64) (1997)
- Machine Hunter (PlayStation, PC) (1997)
- Mortal Kombat 4 (N64, PlayStation, PC) (1998)
- Disney's Tarzan (PlayStation, PC) (1999)
- Duke Nukem: Zero Hour (N64) (1999)
- NBA Showtime: NBA on NBC (N64, PlayStation) (1999)
- Hydro Thunder (N64, Dreamcast, PC) (1999)
- Mortal Kombat Gold (Dreamcast) (1999)
- Dream Story : Les Aventures de Tim et Lola (N64, PlayStation) (1999)

### Années 2000
- Qui veut gagner des millions ? (Game Boy Color) (2000)
- James Bond 007 : Le monde ne suffit pas (N64) (2000)
- Crash Bash (PlayStation) (2000)
- NBA Hoopz (PlayStation, PlayStation 2, Dreamcast) (2001)
- Atlantide, l'empire Perdu (Game Boy Color, PlayStation) (2001)
- Les Razmoket à Paris, le film (Game Boy Advance) (2002)
- 007: Nightfire (GameCube, PlayStation 2, Xbox) (2002)
- Harry Potter et la Chambre des secrets (GameCube, Xbox, Game Boy Advance, Playstation, Playstation 2, Game Boy Color, PC) (2002)
- Buffy contre les vampires : Chaos Bleeds (GameCube, PlayStation 2, Xbox) (2003)
- Sphinx et la Malédiction de la momie (GameCube, PlayStation 2, Xbox) (2003)
- Athènes 2004 (PlayStation 2) (2004)
- Spyro: A Hero's Tail (GameCube, PlayStation 2, Xbox) (2004)
- Robots (PlayStation 2, Xbox, Gamecube, PC) (2005)
- Predator: Concrete Jungle (PlayStation 2, Xbox) (2005)
- Batman Begins (GameCube, PlayStation 2, Xbox) (2005)
- L'Âge de glace 2 (GameCube, PlayStation 2, Xbox, PC, Wii) (2006)
- Pirates des Caraïbes : Jusqu'au bout du monde (Xbox360, Playstation 3, Wii, Playstation 2, PSP, PC) (2007)
- Pékin 2008 (PlayStation 3, Xbox 360, PC) (2008)
- La Momie : La Tombe de l'empereur Dragon (PlayStation 2, Nintendo DS, Wii) (2008)
- 007: Quantum of Solace (PlayStation 2) (2008)
- L'Âge de Glace 3 (PlayStation 3, Xbox 360, Wii, PS2, PC) (2009)
- Mission-G (PlayStation 3, Xbox 360, Wii, PS2, PC) (2009)
- Dead Space: Extraction (Wii) (codéveloppé avec Visceral Games) (2009)

### Années 2010
- Vancouver 2010 (PlayStation 3, Xbox 360, PC) (2010)
- GoldenEye 007 (Wii) (2010)
- Rio (PlayStation 3, Xbox 360, Wii) (2011)
- Disney Universe (PlayStation 3, Xbox 360, Wii, PC) (2011)
- GoldenEye 007 (PlayStation 3, Xbox 360) (2011)
- 007 Legends (PC, PlayStation 3, Xbox 360, Wii U) (2012)